# Adela Świątek
Adela Świątek (ur. 2 września 1945 w Człuchowie, zm. 27 września 2019 w Toruniu) – pracownik naukowo-dydaktyczny Wydziału Matematyki i Informatyki, popularyzatorka matematyki.

## Życiorys
Adela Świątek urodziła się 2 września 1945 roku w Człuchowie. Studia matematyczne ukończyła na UMK w 1968 roku. Od 1968 roku związała się zawodowo z Instytutem Matematyki UMK. W roku 1975 obroniła rozprawę doktorską zatytułowaną: Kategoria obiektów kostkowych, której promotorem był profesor Stanisław Balcerzyk. W latach 1996–2001 była kierownikiem studium podyplomowego Nauczyciele Matematyki.
W pracy zawodowej zajmowała się zagadnieniami związanymi z dydaktyką matematyki, kształceniem studentów specjalności nauczycielskiej. Należy do grupy pomysłodawców znanego w regionie konkursu Liga Zadaniowa oraz uczestniczyła w organizacji Międzynarodowego Konkursu Kangur Matematyczny w Polsce. Jest współautorką publikacji popularnonaukowych związanych tematycznie z konkursem Kangur Matematyczny. Z konkursem związana była od roku 1993 – uczestniczyła w pracach międzynarodowych gremiów ustalających zadania konkursowe, przygotowywała zadania do warunków polskich (przekłady itp.). Dla laureatów konkursów prowadziła warsztaty i wykłady, w ramach młodzieżowych obozów matematycznych. W 2009 roku dr Adela Świątek została odznaczona Medalem Komisji Edukacji Narodowej.
Pochowana została na CCK w Toruniu.

## Publikacje
Jest autorką lub współautorką ponad trzydziestu publikacji popularnonaukowych, m.in.:
1. Bobiński Zbigniew, Jarek Paweł, Nodzyński Piotr, Świątek Adela, Uscki Mirosław: Matematyka z wesołym Kangurem (kl. III-V szk. śr.). Toruń: Wydawnictwo Aksjomat, 1995. 89 s.
2. Bobiński Zbigniew, Jarek Paweł, Nodzyński Piotr, Świątek Adela, Uscki Mirosław: Matematyka z wesołym Kangurem (kl. VII-VIII i I-II szk. śr.). Toruń: Wydawnictwo Aksjomat, 1995. 181 s.
3. Bobiński Zbigniew, Burnicka Katarzyna, Jarek Paweł, Nodzyński Piotr, Świątek Adela, Uscki Mirosław: Matematyka z wesołym Kangurem kl. III-VI. Toruń: Wydawnictwo Aksjomat, 1995. 111 s.
4. Świątek Adela, Uscki Mirosław: Operatywne nauczanie matematyki na wybranych przykładach kształtowanych pojęć. – Prace Seminarium Matematyczno-Metodycznego Wydziału Matematyki i Informatyki UMK, Nr 2 1995. S. 113–123
5. Bobiński Zbigniew, Burnicka Katarzyna, Jarek Paweł, Nodzyński Piotr, Świątek Adela, Uscki Mirosław: Matematyka z wesołym Kangurem: poziom Maluch, Benjamin. Toruń: Wydawnictwo Aksjomat, 1997. 127 s.
6. Bobiński Zbigniew, Jarek Paweł, Nodzyński Piotr, Świątek Adela, Uscki Mirosław: Matematyka z wesołym Kangurem: poziom Kadet, Junior. Toruń: Wydawnictwo Aksjomat, 1997. 207 s.
7. Bobiński Zbigniew, Jarek Paweł, Nodzyński Piotr, Świątek Adela, Uscki Mirosław: Matematyka z wesołym Kangurem: poziom Student. Toruń: Wydawnictwo Aksjomat, 1997. 130 s.
8. Świątek Adela: O cyklicznych układach równań / Jaroslav Švrček ; tł. Adela Świątek. W: Wielokąty foremne i półforemne ; O liczbach niewymiernych ; O cyklicznych układach równań / Zbigniew Bobiński [et al.]. Toruń: Wydawnictwo Aksjomat, 2003. S. 69–82, il. (Miniatury Matematyczne ; 11)